# Chiesa dei Santi Filippo e Giacomo (Contà)
La chiesa dei Santi Filippo e Giacomo è la parrocchiale a Terres, frazione di Contà, e risale al XIX secolo, dopo la demolizione della vecchia chiesa già esistente nel XVI secolo.

## Storia

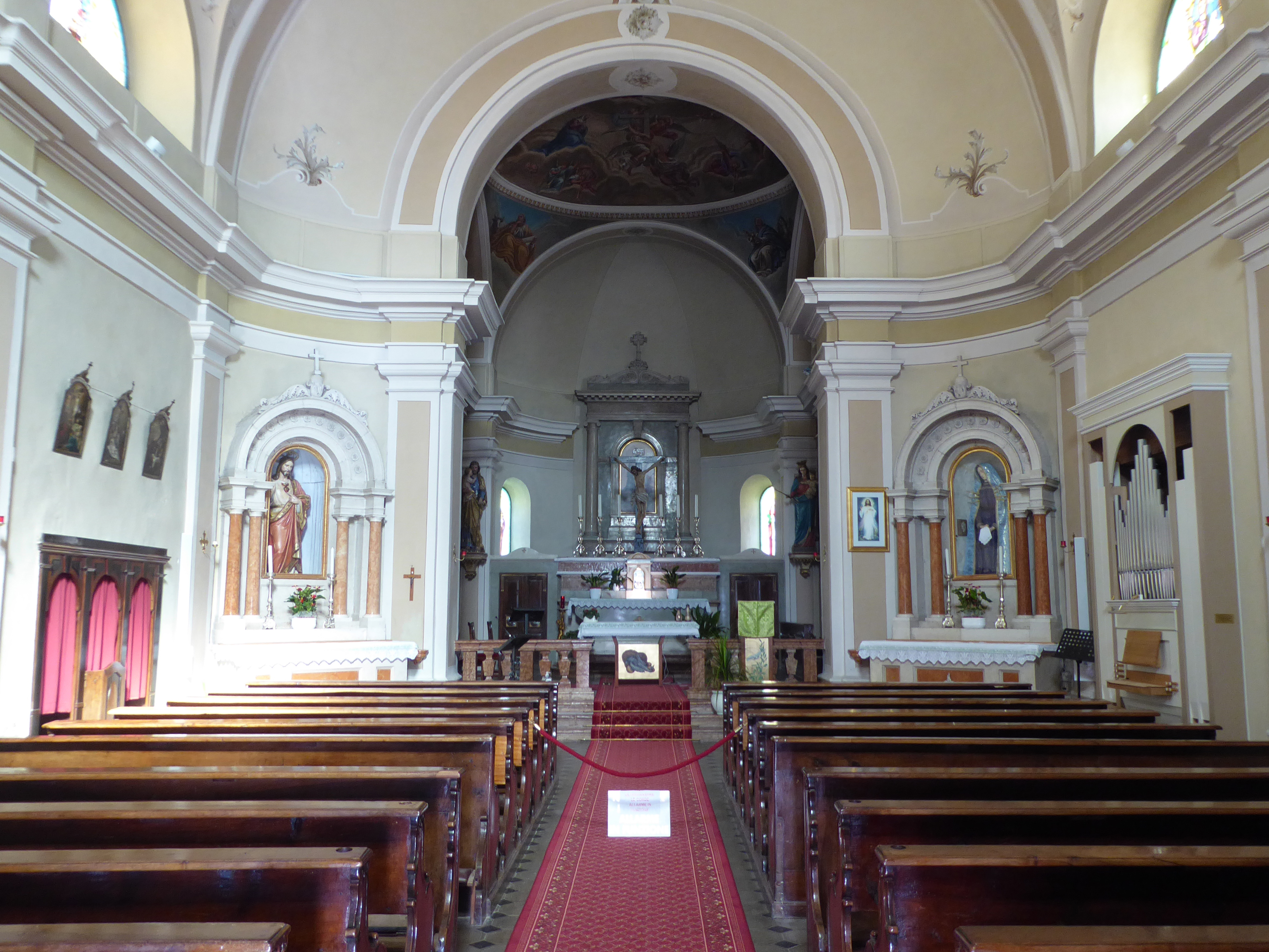
Interno

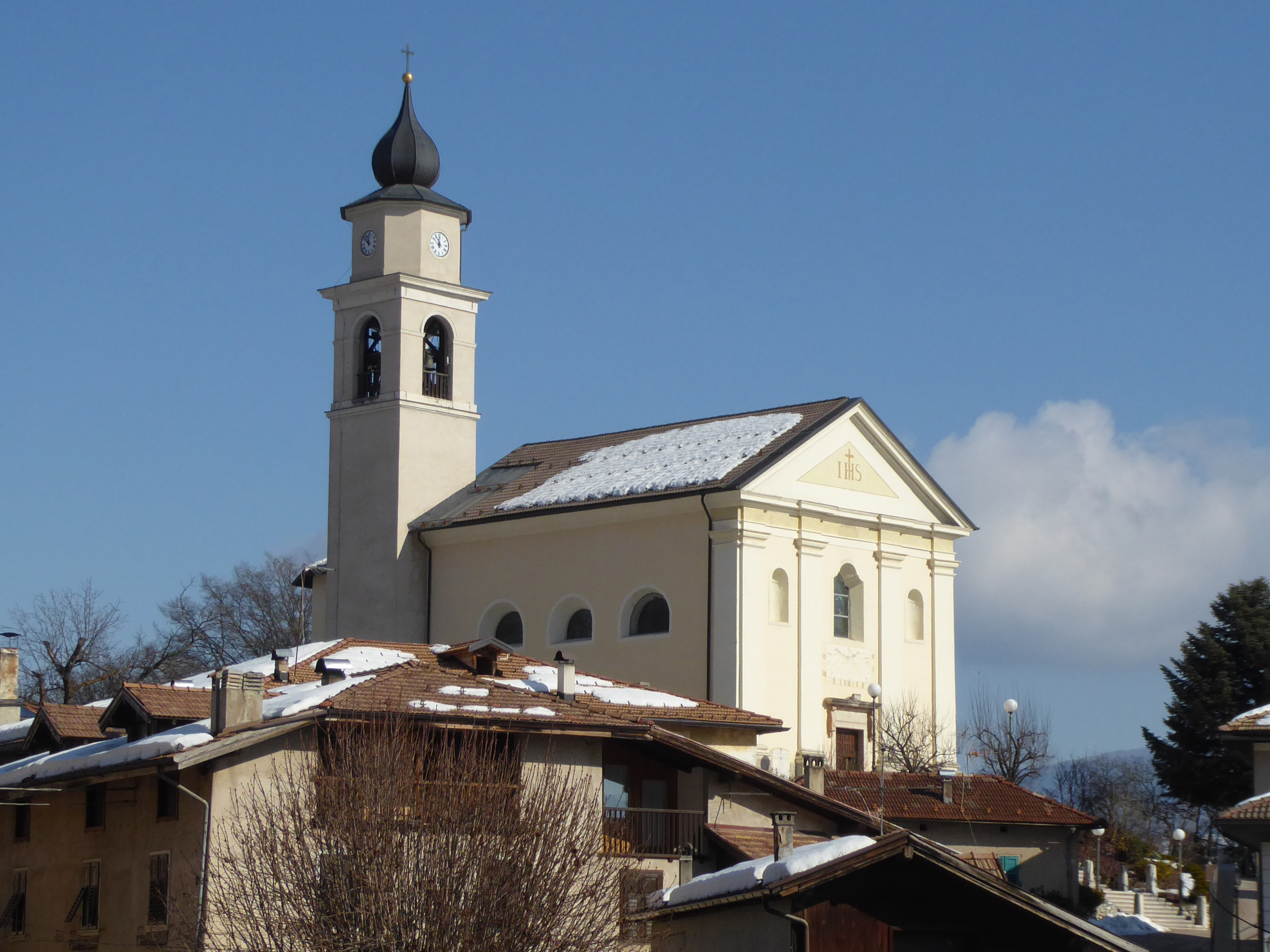
Vista laterale

### L'antica chiesa
Una visita pastorale del 1537 documenta l'esistenza a Terres di una chiesa con dedicazione a San Filippo e a San Giacomo, appartenente alla pieve di Flavon.
Nel 1580 l'edificio non era ancora stato completato, anche se già aveva un camposanto e tre altari dedicati ai santi titolari (quello maggiore), a San Martino e ai Santi Innocenti. Occorreva sistemare la copertura e riparare il muretto del cimitero.
Durante la visita pastorale del 1616 fu chiesto di togliere l'altare dedicato ai Santi Innocenti, nel frattempo intitolato alla Madonna o di dotarlo del necessario, inoltre fu chiesto di imbiancare il coro, dunque la zona absidale doveva avere degli affreschi che si erano scialbati.
Un incendio scoppiato nel paese di Terres nel 1802 danneggiò anche la chiesa, che venne in parte riparata. Nel 1806 divenne curazia della pieve di Flavon e l'anno successivo ebbe la concessione dell'esposizione Eucaristica e del battistero.

### La ricostruzione
Nel 1824, considerando che l'edificio non rispondeva più alle esigenze dei fedeli e versava in cattivo stato si decise di erigerne uno nuovo, a breve distanza dalla piccola chiesa di San Giorgio.
Due anni dopo si cominciò la costruzione, conclusa nel 1828. La vecchia chiesa fu demolita, ora sull'area dove sorgeva l'edificio è presente casa Dalpiaz.
Giovanni Nepomuceno de Tschiderer, vescovo di Trento, la consacrò con cerimonia solenne nel 1838.
La torre campanaria, con la tipica copertura a cipolla, venne eretta nel 1865 ed era dotata di tre campane.
All'inizio del XX secolo vennero decorati gli interni e dopo il primo conflitto mondiale vennero reinstallate le due campane requisite durante la guerra dagli austriaci.
Ottenne dignità di parrocchia nel 1943.
Dopo la metà del secolo venne effettuato l'adeguamento liturgico, fu sostituita la porta e venne rifatta la pavimentazione del sagrato.
Tra gli anni 2008 e 2009 è stato installato un impianto contro le intrusioni ed i furti.

## Descrizione

### Esterno
Posta sul colle di San Giorgio, poco sotto la Chiesa di San Giorgio, è orientata a nord. La facciata presenta quattro paraste che la dividono in tre settori: in quello centrale si apre il portale architravato, sormontato da una meridiana e una finestra, nei due laterali sono presenti nicchie centinate vuote. Un cornicione apre il frontone triangolare, nel quale è dipinto al centro il monogramma cristologico IHS.
Le fiancate, con tre finestre a lunetta, sono dotate di un ingresso secondario in corrispondenza della seconda campata. A destra è presente la sacrestia, mentre a sinistra la centrale termica. Lungo il fianco sinistro si eleva poi la torre campanaria, sulla cella si aprono quattro monofore, sopra la copertura è a forma di cipolla, conclusa da globo e croce apicale.

### Interni
La navata unica, coperta da volte a botte unghiata è divisa in tre campate. Gli altari laterali sono addossati alla parete dell'arco santo, dal quale si accede poi al presbiterio a pianta quadrata rialzato di tre gradini, che si conclude poi con l'abside, dove si trova l'altare maggiore. L'abside è illuminata da due monofore gemelle.

#### Gli altari e le tele
La chiesa possiede tre altari:
- l'altare maggiore, in marmo grigio e pietra calcarea, realizzato nel 1853. Presenta un'ancona, addossata alla parete di fondo, con tela di Luigi Campini raffigurante i Santi Filippo e Giacomo in gloria, anch'essa realizzata intorno alla metà dell'Ottocento;[6]
- l'altare laterale sinistro, in marmi policromi, ottocentesco. Contiene una statua novecentesca, realizzata da Giuseppe Obletter, raffigurante il Sacro Cuore di Gesù;[7]
- l'altare laterale destro, realizzato in marmo nel XIX secolo, conserva una statua lignea della stessa epoca raffigurante la Madonna Addolorata.[7]

Ai lati dell'arco santo sono presenti poi altre due statue lignee, realizzate da Giuseppe Obletter, raffiguranti San Giuseppe con Bambino e la Madonna con Bambino.
Sulla parete sinistra della navata è appesa una tela (175x121 cm) di Martino Teofilo Polacco, pittore di corte di Carlo Gaudenzio Madruzzo, realizzata intorno al 1608, raffigurante la Madonna con Bambino e i Santi Antonio abate, Andrea e Vigilio.
Sulla parete destra della navata è presente un'altra tela (253x157 cm), attribuita a Nicolò Dorigati, realizzata alla fine del Seicento, raffigurante San Giovanni di Sahagun e San Tommaso di Villanova. In primo piano è rappresentato il miracolo di Giovanni da San Facondo che salva un bambino caduto in un pozzo, sullo sfondo invece Tommaso di Villanova, arcivescovo di Valencia dal 1544 al 1555, mentre distribuisce le monete ai poveri.
Sono infine presenti le quattordici stazioni della Via Crucis, degli oli su lamina di ferro, risalenti alla fine del XVIII secolo, che Simone Weber data 1798.